# Rubén Darío
Félix Rubén García Sarmiento, znan kot Rubén Darío, nikaragovski pesnik, novinar in diplomat,  * 18. januar 1867, Metapa, Matagalpa, Nikaragva, † 6. februar 1916, León, Nikaragva.
Darío je bil eden od začetnikov literarnega gibanja, znanega kot modernismo (modernizem), ki je vzcvetelo ob koncu 19. stoletja. Njegova dela so pustila velik vpliv na špansko literaturo in novinarstvo 20. stoletja, z njimi pa si je prislužil naziva »Princ kastiljskih pisem« in »nesporni oče gibanja«.

## Življenje
Njegova starša Manuel García in Rosa Sarmiento sta se poročila 26. aprila 1866 v Leónu v Nikaragvi, potem ko sta pridobila potrebna cerkvena dovoljenja, saj sta bila bratranca v drugem kolenu. Vendar pa je Manuelovo vedenje, domnevno prekomerno uživanje alkohola, spodbudilo Roso, da je zapustila svoj zakonski dom in pobegnila v mesto Metapa (sodobni Ciudad Darío) v Matagalpi, kjer je rodila Félixa Rubéna. Par se je pomiril in Rosa je celo rodila drugega otroka, hčerko po imenu Cándida Rosa, ki je umrla nekaj dni po rojstvu. Zakon se je spet poslabšal do te mere, da je Rosa zapustila moža in se preselila k svoji teti Bernardi Sarmiento. Po kratkem času je Rosa Sarmiento vzpostavila razmerje z drugim moškim in se z njim preselila v San Marcos de Colón v Choluteci v Hondurasu.
Rubén Darío se je rodil v Metapi, Matagalpa, Nikaragva. Čeprav je bil po njegovem krstu Rubénov pravi priimek García, je bila njegova očetova družina že vrsto let znana po priimku Darío. Rubén Darío je to v svoji avtobiografiji razložil takole:

Glede na to, kar so me omenjali nekateri stari ljudje v tem mestu mojega otroštva, je imel moj praded Darío za vzdevek ali ime. V tem mestecu so ga vsi poznali kot Don Darío, njegovo celotno družino pa kot Darío. Na ta način je njegov in celoten družinski priimek začel izginjati do te mere, da ga je zamenjala že moja prababica po očetovi strani, ko se je pod dokumente podpisovala kot Rita Darío; postal patronim in pridobil pravno veljavo in veljavnost, saj je moj oče, ki je bil trgovec, opravljal vse svoje posle kot Manuel Darío...
Darío je svoje otroštvo preživel v mestu León. Vzgajala sta ga mamina teta in stric, Félix in Bernarda, ki ju je Darío v otroštvu štel za svoja prava starša. (V prvih letih šolanja naj bi svoje naloge podpisoval kot Félix Rubén Ramírez.) Redko je govoril s svojo mamo, ki je živela v Hondurasu, ali z očetom, ki ga je imenoval stric Manuel. Čeprav je malo znanega o njegovih prvih letih, je dokumentirano, da je po smrti Félixa Ramíreza leta 1871 družina šla skozi težke gospodarske čase in so razmišljali, da bi mladega Rubéna poslali kot krojaškega vajenca. Po besedah njegovega biografa Edelberta Torresa je obiskoval več šol v Leónu, preden se je v letih 1879 in 1880 odpravil na izobraževanje k jezuitom.
Zgodnji bralec (po lastnem pričevanju se je naučil brati pri treh letih) je kmalu začel pisati svoje prve verze: ohranjen je sonet, ki ga je napisal leta 1879, izdal pa je v časopisu, ko je bil star trinajst let. Elegija, Una lágrima, ki je bila objavljena v dnevniku El Termómetro (Rivas) 26. julija 1880. Malo kasneje je sodeloval tudi v El Ensayo, literarni reviji v Leónu, in pritegnil pozornost kot "otroški pesnik". Teodosio Fernández pravi, da so v teh začetnih stihih prevladujoče vplivali španski pesniki, sodobniki Joséja Zorrille, Ramóna de Campoamorja, Gasparja Núñeza de Arceja in Venture de la Vege. Njegovi spisi tega časa kažejo liberalizem, sovražen Rimskokatoliški cerkvi, kot je dokumentirano v njegovem eseju El jesuita, ki ga je napisal leta 1881. Kar zadeva njegovo politično držo, je bil njegov najbolj omembe vreden vpliv Ekvadorec Juan Montalvo, ki ga je namenoma posnemal v njegovi prvi novinarski članki.
Okoli decembra 1881 se je preselil v prestolnico Managua na željo nekaterih liberalnih politikov, ki so si zamislili, da bi se glede na njegov pesniški dar izobraževal v Evropi na stroške javne blagajne. Toda protiklerikalni ton njegovih verzov ni prepričal predsednika kongresa, konservativca Pedra Joaquína Chamorra Alfara, in sklenjeno je bilo, da bo študiral v nikaragovskem mestu Granada, vendar se je Rubén odločil ostati v Managui, kjer je je nadaljeval svoje novinarsko delo in sodeloval s časopisoma El Ferrocarril in El Porvenir de Nicaragua. V prestolnici se je zaljubil v enajstletno deklico Rosario Emelino Murillo, s katero se je želel poročiti. Avgusta 1882 je odpotoval v Salvador na prošnjo svojih prijateljev, ki so želeli odložiti njegove poročne načrte. Ni bilo nenavadno, da so se ljudje stari 14 let, poročili.

### V Salvadorju
V Salvadorju je Daría predsedniku republike Rafaelu Zaldivarju predstavil Joaquín Mendez, pesnik, ki ga je vzel pod svoje okrilje. Tam je spoznal salvadorskega pesnika Francisca Gavidio, poznavalca francoske poezije. Pod okriljem Gavidia je Darío prvič poskušal prilagoditi francosko aleksandrinsko metriko v kastiljske verze.
Čeprav je bil v Salvadorju deležen velike slave in intenzivnega družabnega življenja, ko je sodeloval na praznovanjih, kot je stoletnica rojstva Simóna Bolívarja, so se stvari začele slabšati. Srečal se je z gospodarsko stisko in zbolel za črnimi kozami. Oktobra 1883 se je, še okrevajoč, vrnil v rodno domovino. Po vrnitvi je na kratko živel v Leónu in nato v Granadi, vendar se je končno spet preselil v Managuo, kjer je postal uslužbenec Biblioteca Nacional de Nicaragua (Nacionalna knjižnica Nikaragve) in nadaljeval svojo romanco z Rosario Murillo. Maja 1884 je bil obsojen zaradi potepuštva na osem dni javnega dela, čeprav se je uspel izogniti izpolnitvi kazni. V tem času je še naprej eksperimentiral z novimi pesniškimi oblikami in imel celo knjigo, pripravljeno za tisk, ki naj bi nosila naslov Epístolas y poemas. Tudi ta druga knjiga ni izšla, morala bi počakati do leta 1888, ko je končno izšla kot Primeras notas. Preizkušal je srečo z gledališčem in izdal svojo prvo dramo z naslovom Cada oveja ..., ki je doživela nekaj uspeha, a kopija ni ostala. Ugotovil je, da življenje v Managui ni bilo zadovoljivo in po nasvetu nekaterih prijateljev se je odločil, da se 5. junija 1886 odpravi v Čile.

### V Čilu
Potem ko je Darío zaslovel z ljubezenskimi pesmimi in zgodbami, je leta 1886 iz Nikaragve odšel v Čile in se 23. junija 1886 izkrcal v Valparaisu. V Čilu je ostal pri Eduardu Poirierju in pesniku Eduardu de la Barra, skupaj sta soavtorica sentimentalnega romana z naslovom Emelina, s katerim sta se prijavila na literarni natečaj (a nista zmagala). Zaradi prijateljstva s Poirierjem je Darío julija 1886 lahko dobil službo v časopisu La Época v Santiagu.
Med bivanjem v Čilu je moral Darío prenašati nenehno poniževanje čilske aristokracije, ki ga je zaničevala zaradi pomanjkanja uglajenosti in barve njegove kože. Kljub temu mu je uspelo stkati nekaj prijateljstev, kot je tisto s sinom takratnega predsednika, pesnikom Pedrom Balmaceda Torom. Kmalu zatem je marca 1887 objavil svoje prvo delo, Abrojos. Do septembra 1887 je nekaj mesecev živel v Valparaisu, kjer je sodeloval na več literarnih tekmovanjih. Meseca julija 1888 je v Valparaisu izšlo Azul, ključno literarno delo pravkar začete modernistične revolucije.
Azul ... je zbirka pesmi in besedilne proze, ki je bila že objavljena v čilskih medijih med decembrom 1886 in junijem 1888. Knjiga ni takoj požela uspeha, vendar jo je dobro sprejel vplivni španski romanopisec in literat kritik Juan Valera, ki je v madridskem časopisu El Imparcial oktobra 1888 objavil dve pismi, naslovljeni na Daría, v katerih je, čeprav mu je očital prevelik francoski vpliv v njegovih spisih (Valera je uporabil izraz galicismo mental ali mentalni galicizem), je v Daríu prepoznal »[ne] proznega pisca in pesnika talenta«.

## Smrt
Darío je umrl 6. februarja 1916 v Leónu pri starosti 49 let. Njegov pogreb je trajal več dni, teden dni po njegovi smrti pa je bil v večni počitek položen znotraj mestne katedrale. Njegov grob je tik ob vznožju kipa apostola Pavla blizu cerkvenega kora, pod marmornatim kipom leva, ki ga je izdelal kipar Jorge Navas Cordonero.

### Potovanje po Srednji Ameriki
Na novo dosežena slava je Daríu omogočila, da je dobil položaj  časopisnega dopisnika za La Nación iz Buenos Airesa, ki je bil takrat najbolj razširjena periodična revija v Hispanski Ameriki. Kmalu po tem, ko je v La Nacion poslal svoj prvi članek, se je odpravil na potovanje nazaj v Nikaragvo. Med kratkim postankom v Limi je srečal pisatelja Ricarda Palmo. V pristanišče Corinto je prispel 7. marca 1889. V Leónu so ga sprejeli kot častnega gosta, vendar je bilo njegovo bivanje v Nikaragvi kratko in preselil se je v Salvador, kjer je bil imenovan za direktorja časopisa La Unión, ki je bil naklonjen oblikovanju enotne srednjeameriške države. V Salvadorju se je 21. junija 1890 po zakonu poročil z Rafaelo Contreras, hčerko slavnega honduraškega govornika Álvara Contrerasa. En dan po poroki je prišlo do državnega udara proti predsedniku (in generalu) Menéndezu. Državni udar je v glavnem zasnoval general Carlos Ezeta, ki je bil gost na Daríjevi poroki, ki se je končala s smrtjo njegove žene, zaradi česar se je za kratek čas ponovno poročil, le da se je zelo kmalu zatem ločil.
Odločil se je zapustiti Salvador kljub ponudbam za delo novega predsednika. Konec junija se je preselil v Gvatemalo, njegova nevesta pa je ostala v Salvadorju. Gvatemalski predsednik Manuel Lisandro Barillas se je pripravljal na vojno proti Salvadorju. Darío je v gvatemalskem časopisu El Imparcial objavil članek z naslovom Historia Negra, v katerem je obsodil Ezetino izdajo Menéndeza. Decembra 1890 je bil zadolžen za vodenje novonastalega časopisa El Correo de la Tarde. Istega leta je izšla druga izdaja njegove uspešne knjige Azul ..., ki je bila bistveno razširjena in je kot prolog uporabila Valerina pisma, ki so ga izstrelila k literarni slavi (zdaj je običajno, da se ta pisma pojavljajo v vsaki izdaji te knjige). Januarja 1891 se je njegova žena ponovno združila z njim v Gvatemali in cerkveno se je poročil 11. februarja 1891. Tri mesece pozneje je revija El Correo de la Tarde, ki jo je urejal Darío, prenehala prejemati vladne subvencije, zaradi česar so jo morala Ukiniti. Preselil se je v Kostariko in se avgusta 1891 naselil v glavnem mestu države, San Joseju. Medtem ko je bil v Kostariki, so ga preganjali dolgovi, čeprav je bil zaposlen, in je komaj preživljal družino. Njegov prvi sin Rubén Darío Contreras se je rodil 12. novembra 1891.

### Potovanja
Leta 1892 je zapustil družino v Kostariki in odpotoval v Gvatemalo in Nikaragvo v iskanju boljših gospodarskih možnosti. Sčasoma ga je nikaragovska vlada imenovala za člana nikaragovske delegacije v Madridu, kjer naj bi se odvijale prireditve v počastitev četrte stoletnice odkritja Amerike. Med potovanjem po Španiji se je Darío ustavil v Havani, kjer je srečal Juliána del Casala in druge umetnike, kot sta Aniceto Valdivia in Raoul Cay. 14. avgusta 1892 se je izkrcal v Santanderju, kjer je z vlakom nadaljeval pot do Madrida. Med tistimi, s katerimi je pogosto sodeloval, so bili pesniki Gaspar Núñez de Arce, José Zorrilla in Salvador Rueda; romanopisca Juan Valera in Emilia Pardo Bazán; učenjak Marcelino Menéndez Pelayo; in več uglednih politikov, kot sta Emilio Castelar in Antonio Cánovas del Castillo. Novembra se je vrnil v Nikaragvo, kjer je iz Salvadorja prejel telegram z obvestilom o ženini bolezni; umrla je 23. januarja 1893.
Na začetku leta 1893 je Ruben ostal v Managui, kjer je obnovil svoje afere z Rosario Murillo, katere družina je Daría prisilila, da se je poročil z njo.

### V Argentini
Darío je bil dobro sprejet v intelektualnih medijih Buenos Airesa. Sodeloval je z več časopisi: poleg La Nación, kjer je že bil dopisnik, je objavljal članke v La Prensa, La Tribuna in El Tiempo, če naštejemo le nekatere. Njegov položaj kolumbijskega konzula je bil zgolj časten, saj, kot je Darío zapisal v svoji avtobiografiji: »v Buenos Airesu skoraj ni bilo Kolumbijcev in ni bilo nobenih transakcij ali komercialnih izmenjav med Kolumbijo in republiko Argentino«. V argentinski prestolnici je vodil boemski življenjski slog in zaradi zlorabe alkohola je večkrat potreboval zdravniško pomoč. Med osebnostmi, s katerimi je imel opravka, so bili politik Bartolomé Mitre, mehiški pesnik Federico Gamboa, bolivijski pesnik Ricardo Jaimes Freyre ter argentinska pesnika Rafael Obligado in Leopoldo Lugones.
Njegova mati Rosa Sarmiento je umrla 3. maja 1895. Oktobra 1895 je kolumbijska vlada ukinila svoj konzulat v Buenos Airesu in Daría prikrajšala za pomemben vir dohodka. Kot pravno sredstvo se je zaposlil kot tajnik Carlosa Carlésa, ki je bil generalni direktor ustanove za pošto in telegrame v Argentini. Leta 1896 je Darío v Buenos Airesu izdal dve svoji najpomembnejši knjigi: Los Rarosos, zbirko člankov o piscih, ki so ga najbolj zanimali, in drugo, Prosas profanas y otros Poems, knjigo, ki je vzpostavila najbolj dokončno posvetitev španščine literarnemu modernizmu. Čeprav je postalo priljubljeno, njegovo delo sprva ni bilo dobro sprejeto. Njegove prošnje nikaragovski vladi za diplomatski položaj so ostale brez pozornosti; vendar pa je pesnik odkril priložnost za potovanje v Evropo, ko je izvedel, da La Nación potrebuje dopisnika v Španiji, ki bi obveščal o razmerah v evropski državi po španski katastrofi leta 1898. Rubén Darío je iz vojaške intervencije Združenih držav na Kubi dve leti pred Joséjem Enriquejem Rodójem skoval metaforično opozicijo med Arielom (poosebitvijo Latinske Amerike) in Calibanom (pošastjo, ki predstavlja Združene države Amerike). 3. decembra 1898 je Darío odpotoval v Evropo in prispel v Barcelono tri tedne kasneje.

### Med Parizom in Španijo
Darío je prispel v Španijo in se zavezal, da bo v La Nación pošiljal štiri kronike na mesec o prevladujočem razpoloženju španskega naroda po porazu, ki ga je utrpel proti Združenim državam Amerike, in izgubi svojih kolonialnih posesti; Kuba, Portoriko, Filipini in Guam. Te kronike bi bile na koncu zbrane v knjigi, ki je izšla leta 1901 z naslovom España Contemporánea, kronike in literarni portreti. V spisih izraža svoje globoko sočutje do Španije in zaupanje v oživitev Španije, kljub stanju obupa, ki ga je opazil. V Španiji je Darío pridobil občudovanje skupine mladih pesnikov, ki so zagovarjali modernizem (literarno gibanje, ki ga najbolj uveljavljeni pisci, zlasti tisti, ki so pripadali Kraljevi španski akademiji, niso absolutno sprejeli). Med temi mladimi modernisti je bilo nekaj pisateljev ki so kasneje imeli pomembne vloge v španski literaturi, kot so Juan Ramón Jiménez, Ramón María del Valle-Inclán in Jacinto Benavente, ter nekateri, ki so prevladovali v svojem času, kot so Francisco Villaespesa, Mariano Miguel de Val, direktor revije Ateneo in Emilio Carrere.
Leta 1899 je Rubén Darío, ki je bil še vedno zakonito poročen z Rosario Murillo, srečal Francisco Sánchez del Pozo v Casa de Campo v Madridu. Francisca je bila iz Navalsauza v provinci Ávila in bo njegova spremljevalka v zadnjih letih njegovega življenja. Aprila 1900 je Darío drugič obiskal Pariz, po naročilu La Nacióna pa je poročal o svetovni razstavi Exposition Universelle, ki je tisto leto potekala v francoski prestolnici. Njegove kronike o tej temi bodo pozneje zbrane v knjigi Peregrinaciones.
V prvih letih 20. stoletja je Dario živel v Parizu, kjer je leta 1901 izdal drugo izdajo Prosas profanas. Istega leta sta Francisca in Rubén dobila hčerko. Po porodu je odpotovala v Pariz, da bi se ponovno srečala z njim, deklico pa pustila v varstvu starih staršev. Deklica je v tem obdobju umrla zaradi črnih koz, ne da bi jo oče sploh srečal. Marca 1903 ga je Nikaragva imenovala za konzula. Njegov drugi otrok s Francisco se je rodil aprila 1903, vendar je prav tako umrl zelo mlad. V teh letih je Darío potoval po Evropi in med drugim obiskal Združeno kraljestvo, Belgijo, Nemčijo in Italijo. Leta 1905 je odšel v Španijo kot član odbora, ki ga je imenovala nikaragovska vlada in katerega naloga je bila rešiti ozemeljski spor s Hondurasom. Tistega leta je v Madridu izdal tretjo od svojih najpomembnejših pesniških knjig, Pesmi življenja in upanja, labodi in druge pesmi, ki jih je uredil Juan Ramón Jiménez. Nekaj njegovih najbolj nepozabnih pesmi je izšlo leta 1905, kot sta Salutación deloptimista in A Roosevelt, v katerih opeva španske lastnosti pred grožnjo imperializma Združenih držav. Druga pesem je bila namenjena takratnemu predsedniku Združenih držav, Theodoru Rooseveltu.
To pesem je kritiziralo več piscev, ki niso razumeli Rubenove nenadne spremembe mnenja glede vpliva Združenih držav v Latinski Ameriki. V Riu de Janeiru je bil pesnik vpleten v obskurno romanco z aristokratinjo, ki naj bi bila hči ruskega veleposlanika v Braziliji. Zdi se, da se je takrat domislil, da bi se ločil od Rosario Murillo, od katere sta bila leta ločena. Na poti nazaj v Evropo se je na kratko ustavil v Buenos Airesu. V Parizu se je ponovno srečal s Francisco in skupaj sta preživela zimo leta 1907 na otoku Mallorca, kamor je pozneje pogosto hodil v družbi Gabriela Alomarja, pesnika futurista, in slikarja Santiaga Rusiñola. Začel je pisati roman La Isla de Oro, ki ga ni nikoli dokončal, čeprav so bila nekatera njegova poglavja objavljena v La Nación. Njegov mir je prekinil prihod njegove žene Rosario Murillo v Pariz. Ne bi mu odobrila ločitve, če ji ne bi zagotovili zadostne odškodnine, kar se je Daríu zdelo nesorazmerno. Do marca 1907, ko je odhajal v Pariz, je bil njegov alkoholizem zelo napredoval in resno je zbolel. Po okrevanju se je vrnil v Pariz, vendar se z ženo ni mogel dogovoriti, zato se je odločil vrniti v Nikaragvo, da bi svoj primer predstavil na sodišču.

### Veleposlanik v Madridu
Po dveh kratkih postankih v New Yorku in Panami je Darío prispel v Nikaragvo, kjer so ga toplo sprejeli. Ne glede na poklone, ki so mu bili ponujeni, mu ni uspelo doseči ločitve. Poleg tega mu ni bilo izplačano, kar mu je bilo dolgovano s položaja konzula; zaradi tega se ni mogel vrniti v Pariz. Po nekaj mesecih mu je uspelo biti imenovan za rezidenčnega ministra v Madridu za nikaragovsko vlado Joséja Santosa Zelaye. Imel je gospodarske težave, saj mu je omejen proračun komaj dovoljeval, da je pokril vse stroške svoje delegacije, in imel je velike ekonomske težave, ko je bil nikaragovski veleposlanik. Uspelo mu je preživeti, deloma s svojo plačo iz La Nacióna, deloma pa s pomočjo svojega prijatelja in direktorja revije Ateneo, Mariana Miguela de Vala, ki se je v času najtežjih gospodarskih razmer ponudil kot tajnik reviji Nikaragovski delegaciji brezplačno in ponudil svojo hišo, številka 27 Serrano Street, da bi služila kot diplomatski prostori nikaragovske delegacije. Ko je bil Zelaya strmoglavljen, je bil Darío 25. februarja 1909 prisiljen odstopiti s svojega diplomatskega položaja. Ostal je zvest Zelayi, ki ga je zelo pohvalil v svoji knjigi Viaje a Nicaragua e Intermezzo tropical in s katerim je sodeloval pri pisanju Estados Unidos y la revolución de Nicaragua. V tem delu so bile ZDA in gvatemalski diktator Manuel Estrada Cabrera obtožene načrtovanja strmoglavljenja vlade Zelaya. V času, ko je bil veleposlanik, je med Daríom in njegovim nekdanjim prijateljem Alejandrom Sawo prišlo do razdora, čigar prošenj za gospodarsko pomoč Darío ni uslišal. Korespondenca med njima daje prostor za razlago, da je bil Sawa pravi avtor več člankov, ki jih je Darío objavil v La Nación.

### Zadnja leta
Leta 1910 je Darío odpotoval v Mehiko kot član nikaragovske delegacije na počastitev stoletja mehiške neodvisnosti. Vendar se je nikaragovska vlada spremenila, medtem ko je bil Darío v tujini, mehiški diktator Porfirio Díaz pa ni hotel sprejeti pisatelja, na kar je verjetno vplivala diplomacija Združenih držav. Darío pa je bil dobro sprejet s strani prebivalcev Mehike, ki so podpirali Daría in ne vlade.
V svoji avtobiografiji Darío povezuje te proteste z mehiško revolucijo, ki je bila tik pred tem:

Prvič v triintridesetih letih popolnega nadzora je bila hiša starega carskega cesarja kamenjana. Lahko bi rekli, da je bil to prvi grom revolucije, ki je prinesel detronizacijo.Prevod: "Prvič, po triintridesetih letih absolutne vladavine, je bila hiša starega Cezarija, ki je vladal, kamenjana. In tam smo videli, lahko bi rekli, prvo strelo revolucije, ki bi prinesi detronizacijo." povzeto po: Rubén Darío, op. cit., p. 127</ref>
V luči zaničevanja s strani mehiške vlade je Darío odšel v Havano, kjer je pod vplivom alkohola poskušal narediti samomor, morda zaradi tega, kako so ga zaničevali. Novembra 1910 se je vrnil v Pariz, kjer je bil še naprej dopisnik za La Nación in kjer je prevzel položaj na mehiškem ministrstvu za javno poučevanje (Ministerio de Instrucción Pública), ki mu je bil morda dodeljen kot nadomestilo za javno ponižanje, ki mu je bilo zadano.
Leta 1912 je sprejel ponudbo urugvajskih poslovnežev Rubéna in Alfreda Guida za vodenje revij Mundial in Elegancias. Za promocijo omenjenih publikacij se je odpravil na turnejo po Latinski Ameriki in med drugim obiskal Rio de Janeiro, São Paulo, Montevideo in Buenos Aires. Približno v tem času je pesnik napisal svojo avtobiografijo, ki je bila objavljena v reviji Caras y caretas pod naslovom La vida de Rubén Darío, ki jo je napisal sam; in delo Historia de mis libros, ki je zelo pomembno pri spoznavanju njegove literarne evolucije.
Po koncu potovanja zaradi izteka pogodbe z bratoma Guido se je vrnil v Pariz in leta 1913 na povabilo Joana Surede odpotoval na Mallorco in našel bivališče v kartuzijskem samostanu Valldemosa, kjer so mnoga desetletja v preteklosti prebivala Chopin in George Sand. Na tem otoku je Ruben začel pisati roman El oro de Mallorca, ki je bil fikcionalizacija njegove avtobiografije. Poslabšanje njegovega duševnega zdravja pa je postalo še poudarjeno zaradi alkoholizma. Decembra se je vrnil v Barcelono, kjer se je nastanil v hiši generala Zelaye. Zelaya je Daría vzel pod svoje okrilje, ko je bil predsednik Nikaragve. Januarja 1914 se je vrnil v Pariz, kjer je vstopil v dolgotrajno sodno bitko z bratoma Guido, ki sta mu še vedno dolgovala veliko vsoto denarja za delo, ki ga je opravil zanju. Maja se je preselil v Barcelono, kjer je objavil svoje zadnje pomembno pesniško delo, Canto a la Argentina y otros poemas, ki vključuje pohvalno pesem, ki jo je napisal Argentini in je bila narejena po naročilu za La Nación.

## Smrt
Darío je umrl 6. februarja 1916, star 49 let, v Leónu. Pogreb je trajal več dni, pokopan pa je bil v mestni stolnici 13. februarja 1973 ob vznožju kipa svetega Pavla blizu kora pod levom iz marmorja, ki ga je izdelal kipar Jorge Navas Cordonero.